# Veliki rukomet
Veliki rukomet (ostali nazivi: rukomet na travi, rukomet na otvorenom), izvorna inačica rukometa, igrana na Olimpijskim igrama 1936. u Berlinu.
Međutim, dvoranski rukomet je ipak nešto stariji, naime, igrao se još krajem 19. stoljeća u Danskoj, a prva zabilježena utakmica odigrana je u Nyborgu 1897. godine, po ideji profesora tjelesnog odgoja Rasmusa Nicolaja Ernsta.
Slična pravila malog rukometa koristio je i profesor Holger Louis Nielsen, koji je rukomet uveo u Gimnaziju Ordrup 1898. godine. Profesor Nielsen je ta pravila i zapisao te ih objavio 1906. godine u svojoj knjizi "Vejledning i håndbold" (Vodič za rukomet).
Ova pravila su temelj modernog dvoranskog rukometa, koji se i danas igra na Olimpijskim igrama.
Prva pravila Velikog rukometa nastala su tek 1910. godine, kao izum njemačkog profesora Carla Schelenza i sportskog administratora Carla Diema, koji je ovu novu inačicu rukometa na otvorenom, uveo na Olimpijske igre 1936. u Berlinu.
Uzor za stvaranje rukometa na travnatom terenu bila im je češka hazena. Pravila je 1917. godine preformulirao profesor Schelenz, stvorivši standardni Veliki rukomet koji se i danas igra većinom klupski, na sjeveru Europe i u zemljama njemačkog govornog područja.
Igra se na travnatom terenu (slično kao nogomet) dugom 90 do 110 metara, 55 do 65 metara širokom. Na terenu su dvije paralelne linije 35 metara od linije pogotka (gol-linije), koje ga dijele na 3 dijela. U svakom se dijelu nalazi 6 igrača jedne momčadi/djevojčadi. Liniju pogotka (gol-linija) čini polumjer od 13 metara, dok se kazneni udarac (penal) izvodi s 14 metara. Gol je 7, 32 metara širok i 2, 44 metra visok.
Lopta je jednaka onoj u dvoranskoj inačici, te utakmicu igra 11 igrača (+ dvije zamjene) unutar dva poluvremena od kojih je svako dugo 30 minuta. 
Zadnje svjetsko prvenstvo u velikom rukometu održano je 1966.
Dvoranski rukomet je s vremenom potpuno istisnuo veliki rukomet, zato što je kao sport puno brži i dinamičniji, pa samim tim i daleko atraktivniji poblici, te je zbog toga stekao svjetsku popularnost i proširio se izvan Europe, na sve kontinente.

## Vanjske poveznice
- Video 1 o velikom rukometu (njemački)  Arhivirana inačica izvorne stranice od 28. rujna 2007. (Wayback Machine)

- Rukomet Hrvatska enciklopedija